# Résolution 374 du Conseil de sécurité des Nations unies
Membres permanents
- Chine
- États-Unis
- France
- Royaume-Uni
- URSS

Membres non permanents
- RSS de Biélorussie
- Cameroun
- Costa Rica
- Guyana
- Iraq
- Italie
- Japon
- Mauritanie
- Suède
- Tanzanie

Résolution no 373 Résolution no 375
La résolution 374 est une résolution du Conseil de sécurité de l'ONU votée le 18 août 1975 concernant le Mozambique et qui recommande à l'Assemblée générale des Nations unies d'admettre ce pays comme nouveau membre.

## Contexte historique
Au Moyen Âge, de nombreux échanges commerciaux étaient réalisés avec les commerçants arabes mais aussi de l'ouest de l'archipel indonésien. Ainsi un capitaine persan, Ibn Shahriyar, dans son Livre des merveilles de l'Inde, rapporte le témoignage d'un marchand arabe du nom d'Ibn Lakis qui en 945, voit arriver sur la côte du Mozambique « un millier d'embarcations » montées par des Waq-Waq qui viennent d'îles « situées en face de la Chine » chercher des produits et des esclaves « zeng », mot arabe qui désigne à l'époque les habitants de la côte est de l'Afrique. Une grande partie de la population littorale au Nord était déjà convertie à l'islam.
1498 marque l'arrivée du navigateur portugais, Vasco de Gama. Peu de temps après, les Portugais installèrent des comptoirs et construisirent des forts. La colonisation portugaise dure cinq siècles.
Au terme de la guerre d'indépendance du Mozambique, le pays obtient son indépendance le 25 juin 1975, sous le nom de république populaire du Mozambique et devient un régime communiste que l'ancien mouvement indépendantiste, le FRELIMO, dirige en tant que parti unique.
À la suite de cette résolution ce pays est admis à l'ONU le 16 septembre 1975,.

## Texte
- Résolution 374 sur fr.wikisource.org
- Résolution 374 sur en.wikisource.org